# Форт Хай-Нолл

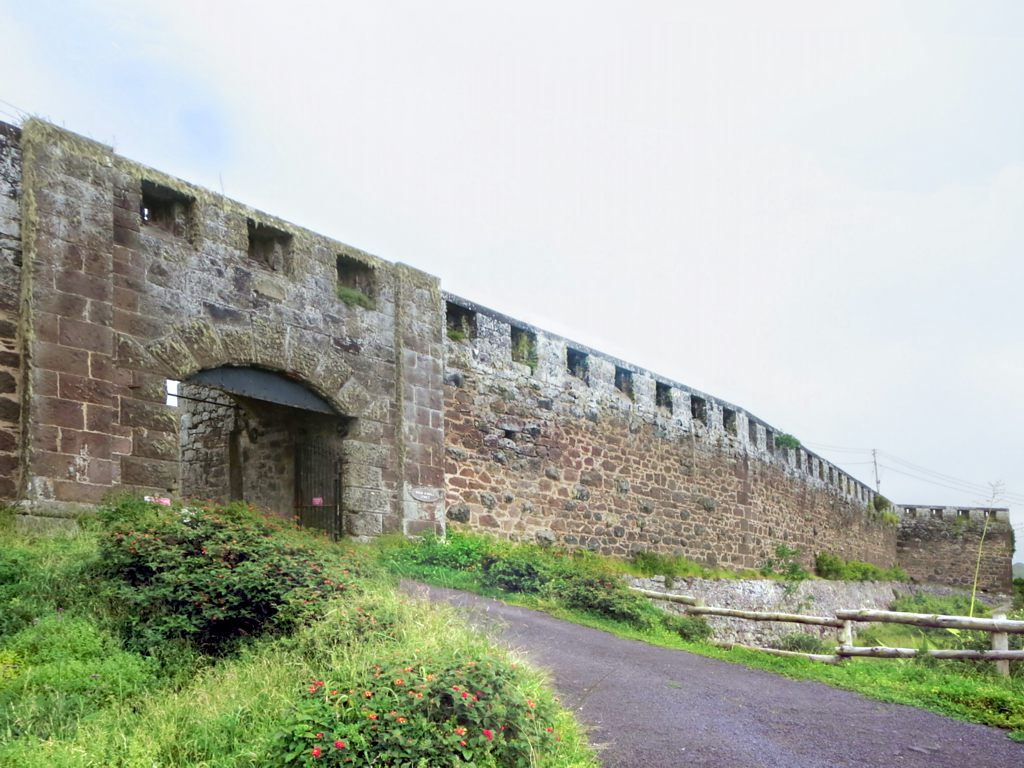
Вид на стены форта в наши дни

Форт Хай-Нолл (англ. High Knoll Fort) — военный форт XVIII века в городе Джеймстаун (остров Святой Елены).

## История
Форт был построен англичанами в 1799 году для защиты острова от французов. Изначально форт представлял собой круглое укрепление в виде башни приспособленной к круговой обороне, поэтому иногда форт называют башней Мартелло. В 1874 году форт был перестроен королевскими инженерами, была пристроена башня Высокого Кнолла.
Во время Второй англо-бурской войны форт служил тюрьмой для пленных буров. Кроме того, лагеря для военнопленных были сооружены в Бродботтоме, Дэдвуде-1, Дэдвуде-2 и Джеймстауне. В XX веке форт служил местом для карантина импортированных цыплят, овец и крупного рогатого скота. В середине 1980-х годов НАСА оборудовало в форте небольшую станцию наблюдения за космосом.
Форт Хай-Нолл, также известный как Цитадель, является самым крупным, самым известным и самым полным из фортов и военных объектов на острове Святой Елены. Национальный фонд начал проект по восстановлению форта. 18 декабря 2010 года форт Хай-Нолл открыт для посетителей как музей и туристическая достопримечательность острова.

## Описание
Форт Хай-Нолл представляет собой земляной вал и фортовую крепость. Расположен на высоте 584 метра (1,916 фута) над уровнем моря, примерно в 1,6 км к югу от Нижнего Джеймстауна.
В наше время Форт «Хай-Нолл» крепость — музей под открытым небом.